# Holotrichia impressicollis
Holotrichia impressicollis är en skalbaggsart som beskrevs av Moser 1913. Holotrichia impressicollis ingår i släktet Holotrichia och familjen Melolonthidae. Inga underarter finns listade i Catalogue of Life.